# حريم كريم (فلم)
حريم كريم فيلم كوميدي مصري إنتاج عام 2005.

## القصة
تدور أحداث الفيلم حول جيجي (ياسمين عبد العزيز) زوجة كريم (مصطفى قمر) التي تغير عليه غيرة قاتلة وتشك فيه فتطلب منه الانفصال، بينما يحاول هو توضيح الحقيقة لها، فيقرر الاستعانة ببعض من صديقاته في الجامعة لحل المشكلة.

## الممثلين
- مصطفى قمر: كريم الحسينى
- ياسمين عبد العزيز: جيهان (جيجي)
- داليا البحيري: مها شكري
- بسمة: دينا مندور
- علا غانم: هالة رفعت
- ريهام عبد الغفور: نيفين جودة
- طلعت زكريا: ماجد ابن خال كريم
- هناء الشوربجي: والدة جيهان ( جيجي )
- إدوارد: معتز
- محمد شاهين اشرف
- خالد سرحان حسين ( زوج مها شكري )
- ثريا إبراهيم جدة كريم
- يارا جبران

## وصلات خارجية
- مقالات تستعمل روابط فنية بلا صلة مع ويكي بيانات
- صفحة الفيلم على موقع السينما